# Tirtoadi
Tirtoadi is een bestuurslaag in het regentschap Sleman van de provincie Jogjakarta, Indonesië. Tirtoadi telt 9327 inwoners (volkstelling 2010).